# Château de Wineck
Ne doit pas être confondu avec le château de Wineck (Katzenthal)
Pour les articles homonymes, voir Wineck.
Le château de Wineck est un monument historique situé dans l'écart de Wineckerthal, sur la commune de Dambach, dans le département du Bas-Rhin.

## Histoire
Le château est édifié vers l'an 1300 pour la famille de Windstein.
Il est sans doute conçu comme un poste d'observation destiné à compléter le système défensif du château de Schœneck dont il est peu éloigné. 
Il est démantelé à la fin du XVIIe siècle sur ordre du roi de France. 
Installé sur une crête rocheuse, le château n'a conservé qu'une partie des murs en pierres de taille avec chaînes d'angles à bossage rustique du donjon polygonal, servant autrefois de bouclier au logis modeste disparu depuis.
On y accède par une galerie creusée dans la roche, avec porte à mi hauteur de la falaise.
La basse-cour, du côté est, est limitée par une enceinte en partie conservée.
Le site fait l’objet d’une inscription au titre des monuments historiques depuis le 30 décembre 1985.
Les éléments protégés comprennent la totalité des vestiges y compris les éléments troglodytiques.

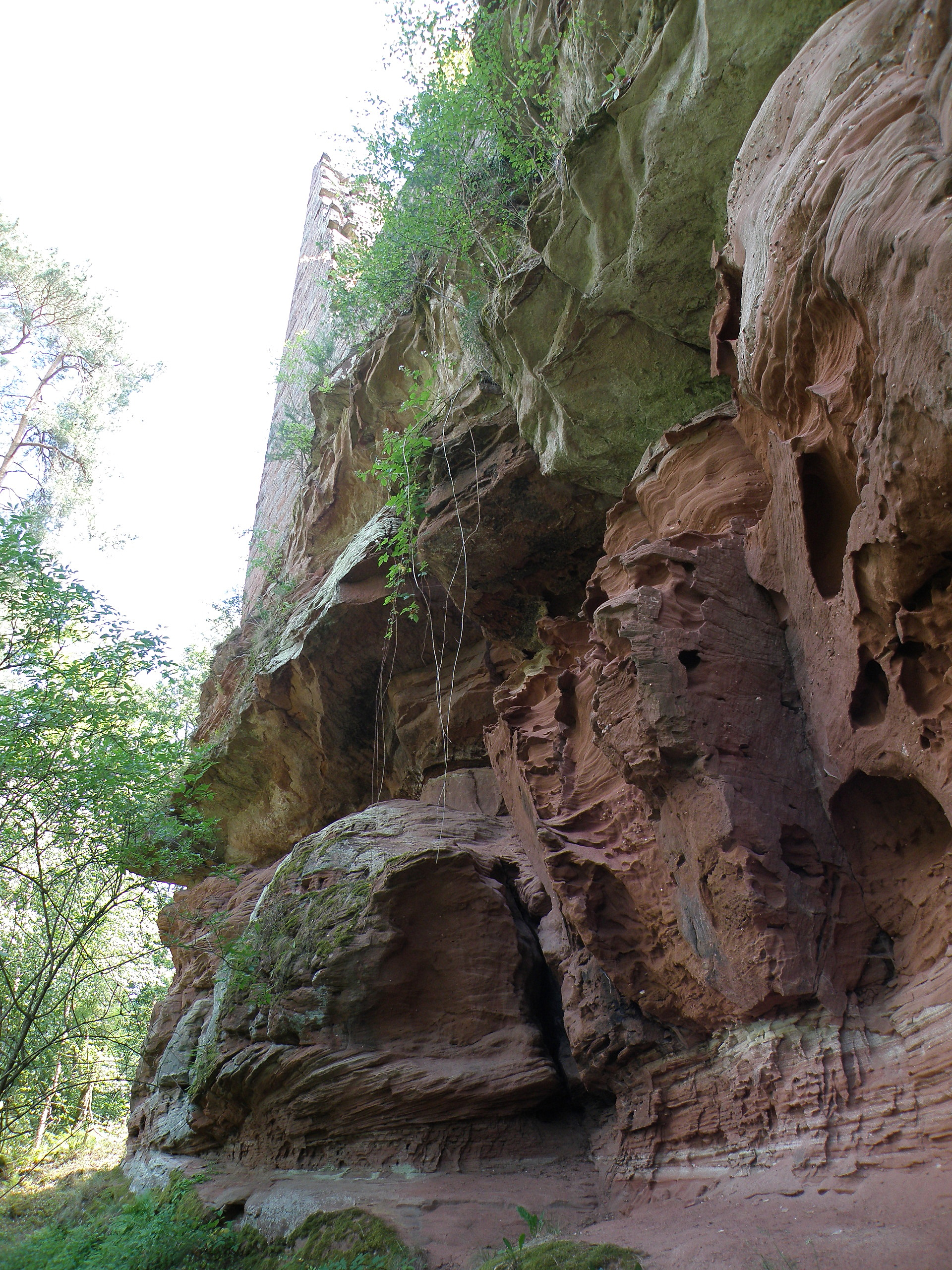
Sentier creusé dans la roche et conduisant au château.
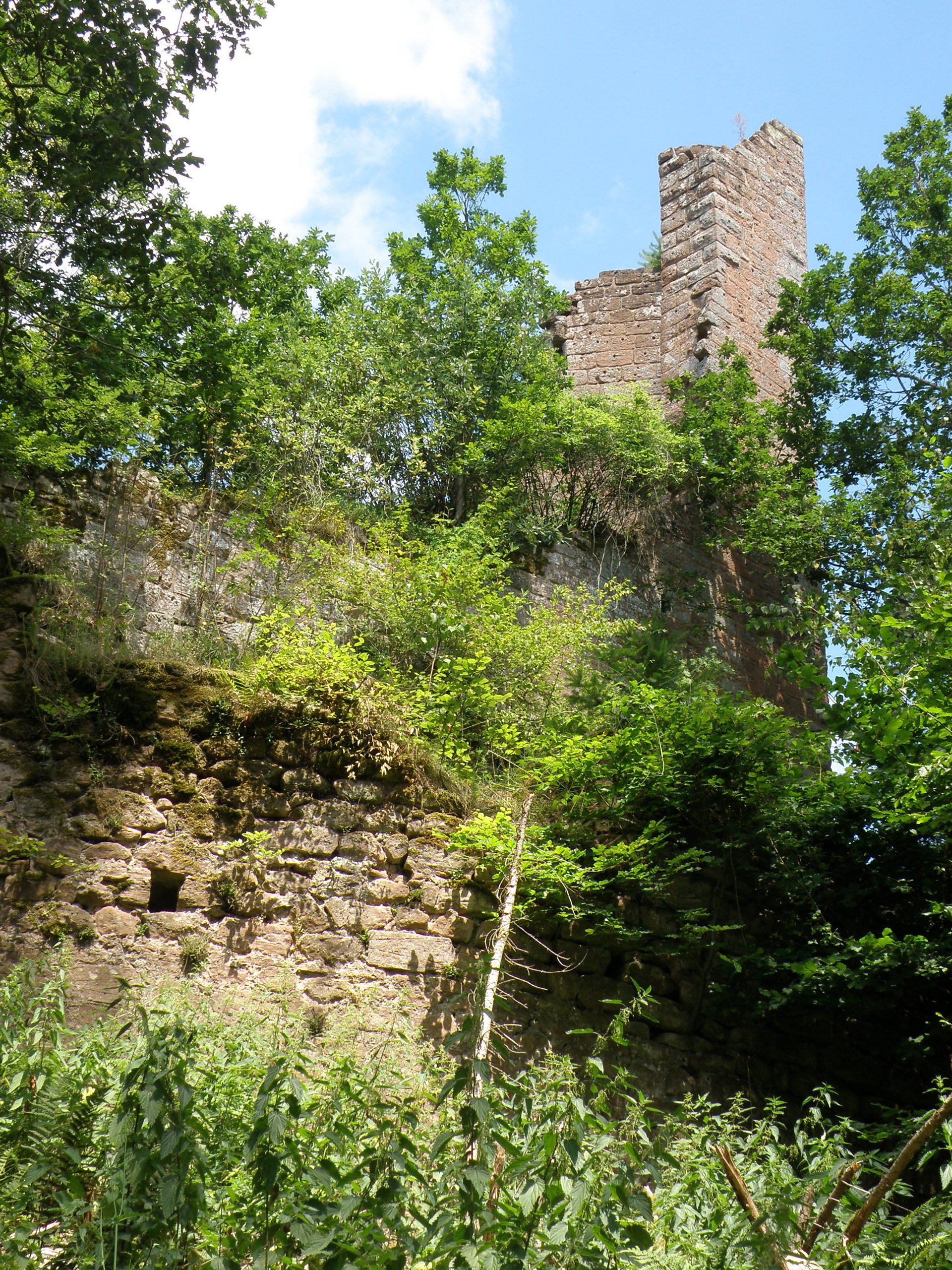
Ruines du château.
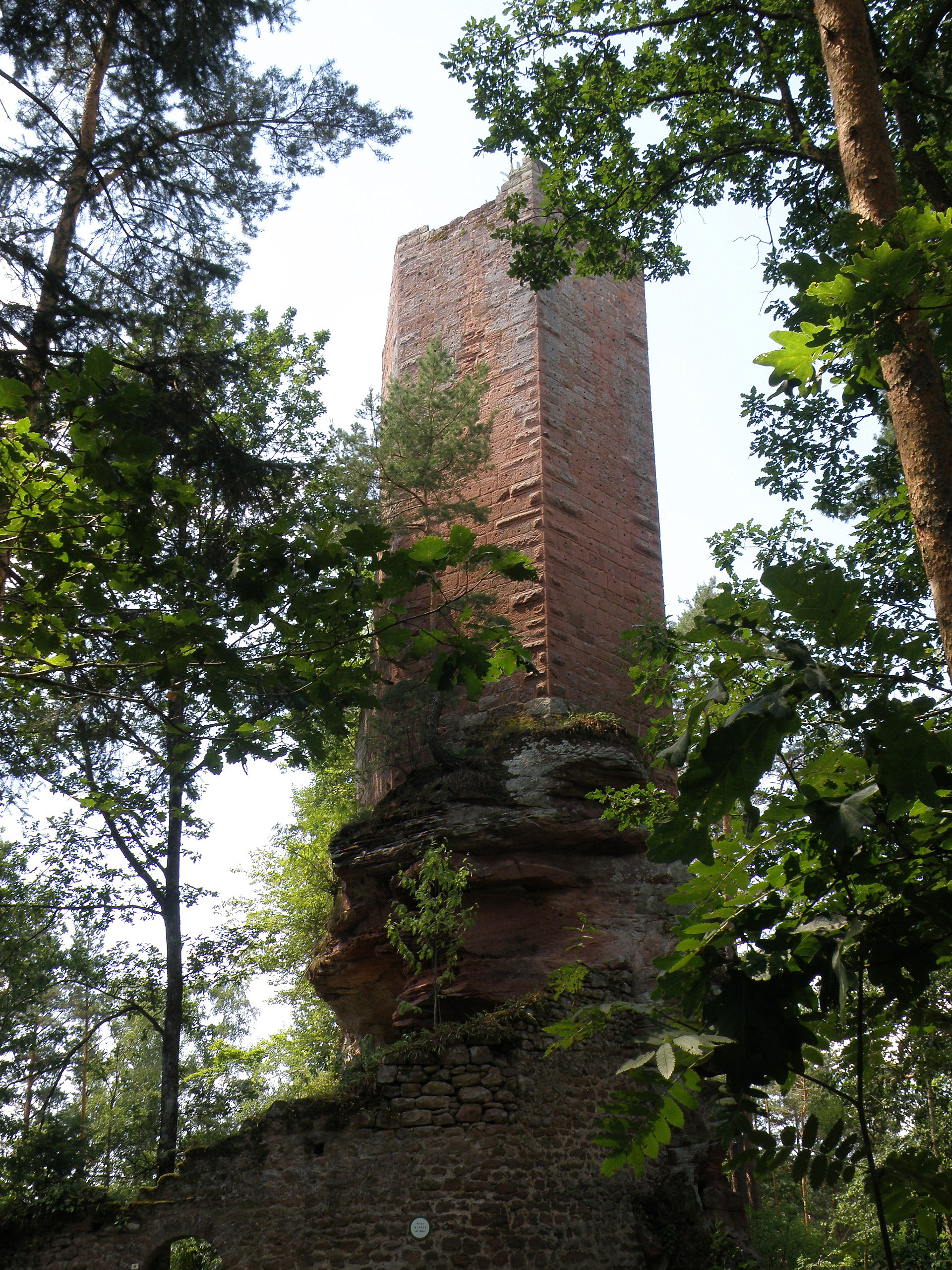
Tour.
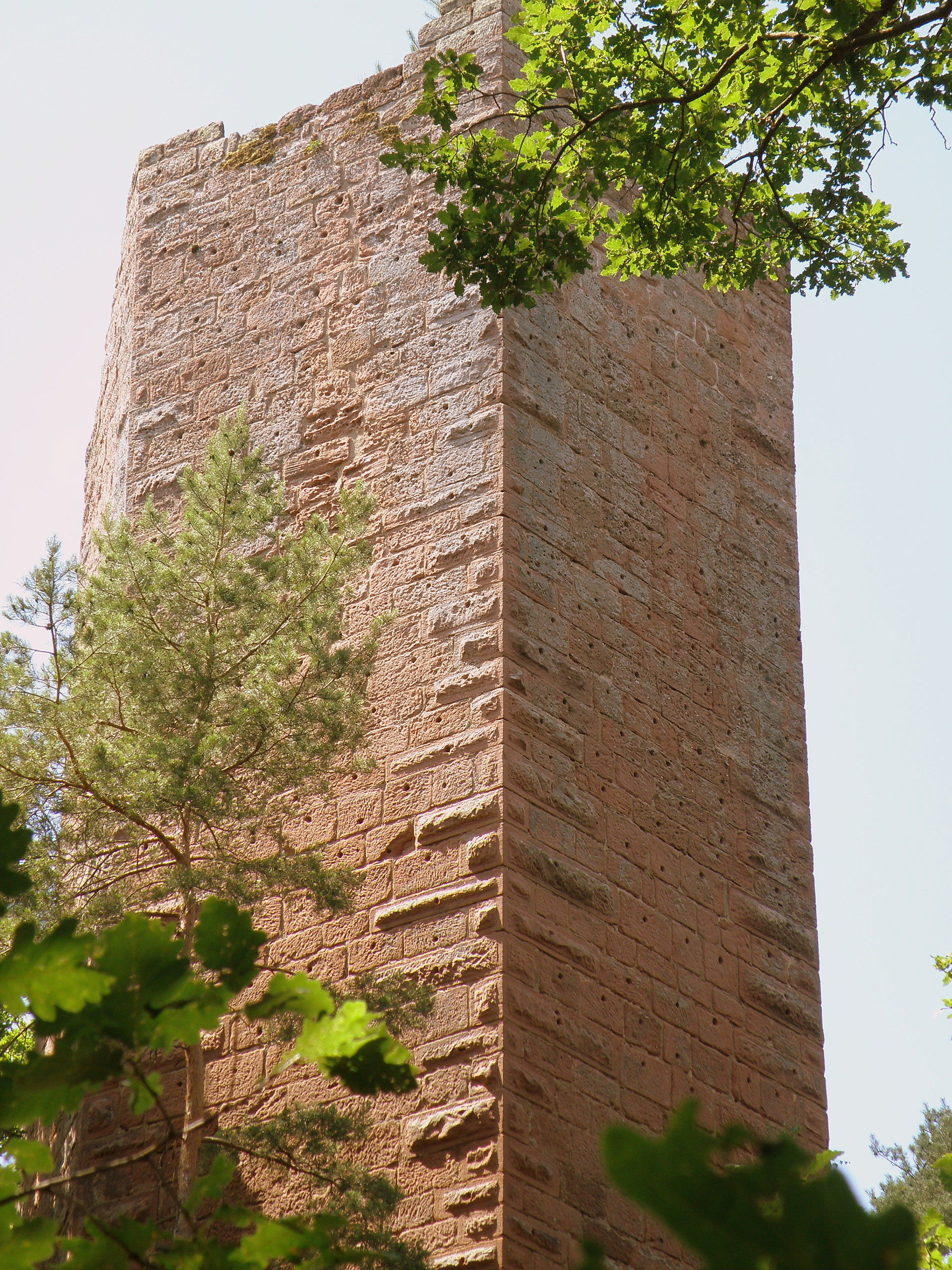
Gros plan sur la tour.

## Accès
Dans le village de Dambach, se diriger vers l'écart de Wineckerthal.